# Erwin Ballabio
Pour les articles homonymes, voir Ballabio (homonymie).
Erwin Ballabio (né le 20 octobre 1918 à Bettlach et mort le 4 mars 2008) était joueur et entraîneur de football suisse, qui évoluait en tant que gardien de but.
Surnommé La Panthère Noire, il joue pour le FC Granges et l'équipe de Suisse de football.

## Biographie

### Vie en dehors du football
En 1941, Ballabio devient le 3e policier de la ville de Granges.

### Joueur

#### FC Granges
Ballabio commence par jouer dans l'équipe jeune du FC Granges. Il est appelé en équipe senior à l'âge de 16 ans et débute sa longue carrière de gardien de but. Ses seules saisons en dehors de Granges sont une saison au FC Lausanne-Sport et deux autres au FC Thoune. À la retraite, il devient entraîneur en 1955 pour laisser sa place aux jeunes gardiens. Pourtant, en 1959, il revient 4 années après sa retraite pour un match, pour remplacer le gardien de Granges blessé, en finale de Coupe de Suisse contre Servette. Il effectue un bon match et Granges remporte la coupe.

#### Suisse
Ballabio fait ses débuts internationaux en février 1939 contre le Portugal et fait son dernier match en juin 1947. Il totalise en tout 27 apparitions pour son pays, ce qui fait de lui le 3e joueur le plus capé d'avant la Seconde Guerre mondiale.

### En tant qu'entraîneur

#### FC Granges
Presque immédiatement après sa retraite de joueur, Ballabio prend les rênes de l'équipe du FC Granges. Durant les 10 années qu'il passe à s'occuper du club, il gagne la Coupe de Suisse en 1959, et parvient en finale l'année d'après. Avec Ballabio, le FC Granges établit ses meilleures performances en championnat suisse en finissant 2e en 1959 et 3e 1964.

#### Suisse
Ballabio est nommé sélectionneur de l'équipe nationale suisse le 24 mai 1967, en remplacement d'Alfredo Foni. Lors de son premier match comptant pour les qualifications de l'Euro 1968, son équipe gagne 7-1 contre la Roumanie, bien que les Suisses ne réussissent pas à se qualifier. Il tente ensuite de qualifier le pays pour la coupe du monde 1970, mais après un nul 1-1 contre le Portugal le 2 novembre 1969, la Suisse échoue et Ballabio est démis de ses fonctions.

#### Statistiques[5]
| Équipe     | Nat.                 | De          | À               | Statistiques | Statistiques | Statistiques | Statistiques | Statistiques |
| Équipe     | Nat.                 | De          | À               | M            | V            | N            | D            | Victoire %   |
| ---------- | -------------------- | ----------- | --------------- | ------------ | ------------ | ------------ | ------------ | ------------ |
| FC Granges | Drapeau de la Suisse | 1955        | 1965            |              |              |              |              |              |
| Suisse     | Drapeau de la Suisse | 24 mai 1967 | 2 novembre 1969 | 17           | 5            | 4            | 8            | 29,4 %       |